# Tottori

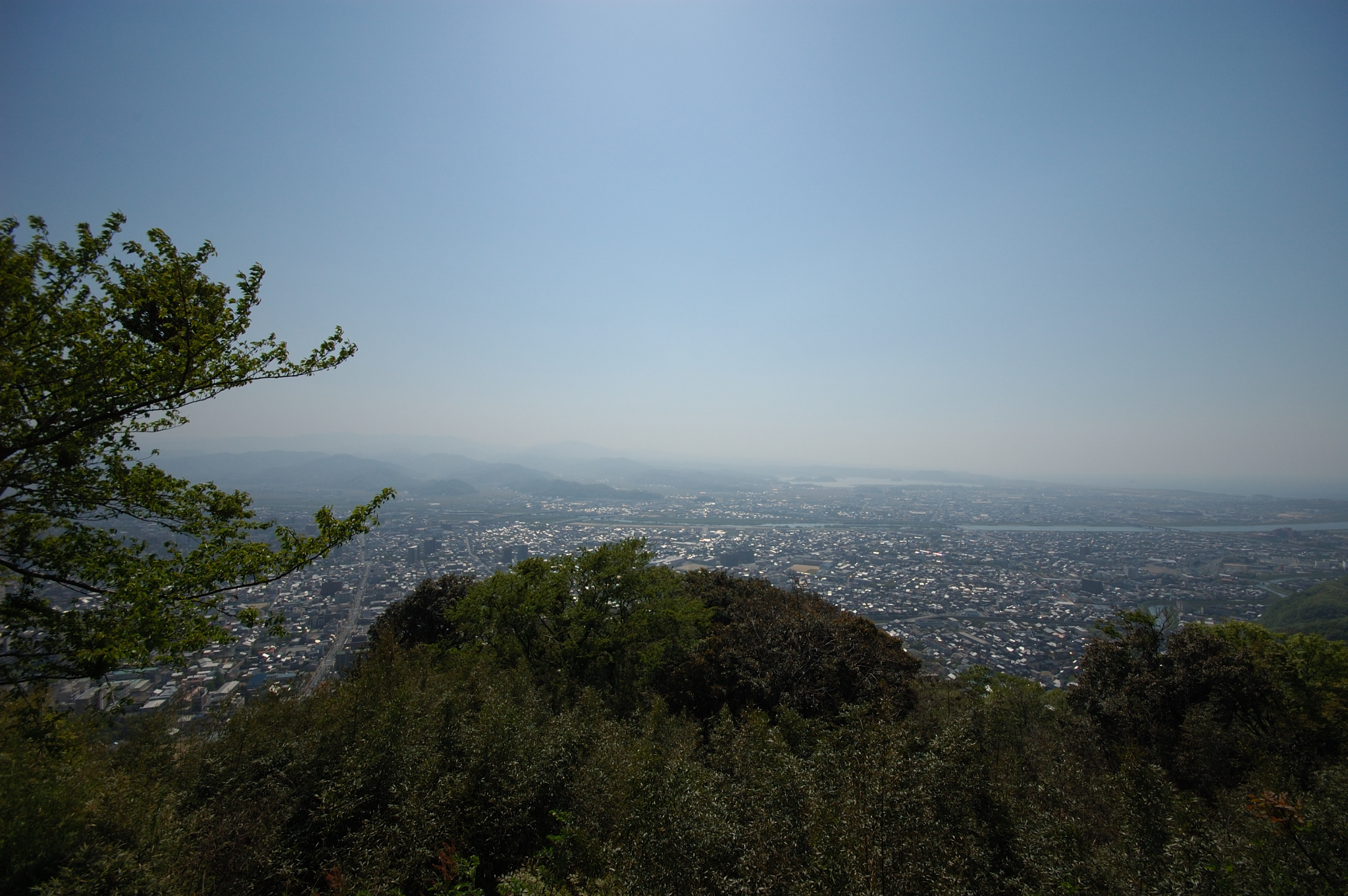
Tottori

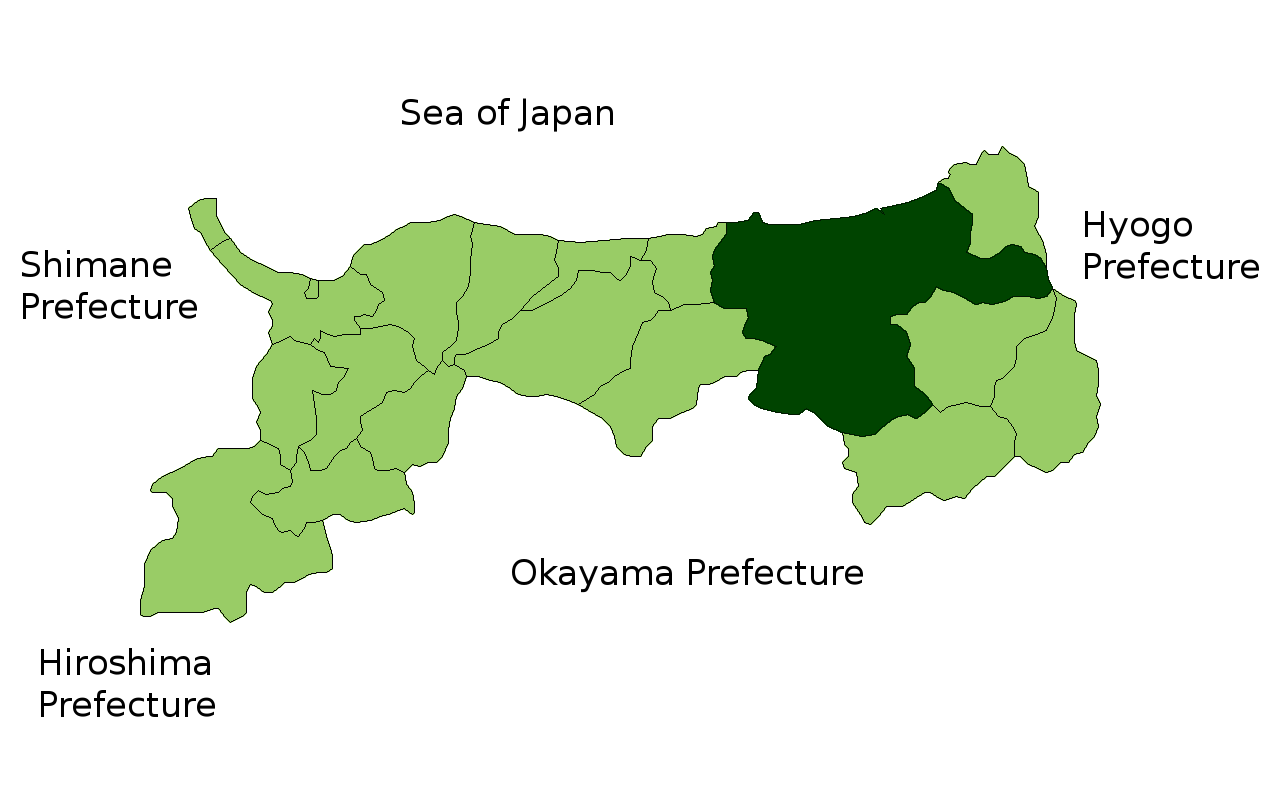

Tottori (鳥取市 Tottori-shi?) este un municipiu din Japonia, prefectura Tottori.